# Synagoga Wojskowa w Sewastopolu
Synagoga Wojskowa w Sewastopolu (ros. Солдатская синагога) – pierwsza w historii miasta bóżnica znajdująca się na tzw. wzgórzu miejskim (gorodskim chołmie) przy ul. Drozdowa. 
Została zbudowana przez żydowskich weteranów walczących w wojnie krymskiej – początkowo nosiła nazwę Domu Modlitewnego Nikołajewskich Żołnierzy (молитвенный дом Николаевских солдат). Dokładna data budowy nie jest znana, w różnych publikacjach podaje się daty: 1865, 1868 i 1873. 
3 stycznia 1910 roku nastąpiło uroczyste otwarcie nowego domu modlitwy na jej miejscu, który mimo większej powierzchni niż poprzednia bóżnica mógł pomieścić tylko 200 wiernych. 
Sewastopolscy żydzi modlili się tu do wybuchu wojny radziecko-niemieckiej, w wyniki której budynek został zniszczony.